# Maladers
Maladers est une ancienne commune suisse du canton des Grisons, située dans la région de Plessur.

Vue aérienne (1947)